# Манесено (Ђенова)
Манесено је насеље у Италији у округу Ђенова, региону Лигурија.
Према процени из 2011. у насељу је живело 2383 становника. Насеље се налази на надморској висини од 122 м.